# 热莉卡·茨维亚诺维奇
热莉卡·茨维亚诺维奇（發音：[ʒêːʎka tsʋijǎːnoʋitɕ]；婚前姓格拉博瓦茨 (Grabovac)；1967年8月2日—），波黑政治人物，独立社会民主人士联盟党员，现任波斯尼亚和黑塞哥维那主席团（国家元首）塞爾維亞族代表。其于2013年-2018年担任塞族共和國总理，2018年-2022年担任塞族共和国总统，2022年-2023年波斯尼亚和黑塞哥维那主席团主席。

## 生平
1967年，茨维亚诺维奇生于南斯拉夫社会主义联邦共和国泰斯利奇。在从政之前，曾担任英语教师。后曾担任塞族共和国经济关系和协调部长。